# Bukovina (přírodní památka)
Bukovina je přírodní památka v katastrálním území obce Plavecký Mikuláš v okrese Malacky v Bratislavském kraji na Slovensku. Území bylo vyhlášeno v roce 1994 a jeho rozloha je 5,08 hektaru. Předmětem ochrany je část údolí potoka Feneš s trvale podmáčenou loukou, na které rostou typické druhy mokřadní vegetace.